# 阿比纳夫·宾德拉
阿比纳夫·宾德拉（英語：Abhinav Bindra，1982年9月28日—）是一名印度男子射击运动员。
在北京奥运会10米气步枪比赛中夺得金牌，宾德拉以596环资格赛第三名的成绩晋级决赛，在决赛中他打出104.5的高环数，最终以700.5环的总成绩夺取金牌。
阿比纳夫·宾德拉的金牌是印度获得的第一个奥运会单项金牌，上一面印度的团体金牌取得於1980年奥运会男子曲棍球比赛。這面金牌亦使他得到印度政府和私人機構所送出2000萬盧比的獎金。

## 早年
他出生在一個富裕的锡克教卡特里家庭。宾德拉的父母，阿普捷特博士和巴布里·賓德拉，是一家高科技公司的推销商，這家公司的營業額達30億盧比，業務涉及農業、肉類處理、電腦遊戲、家畜類、遺傳和配藥學等多个领域。
宾德拉早年在德拉敦的杜恩公學就讀，直至10年級後轉讀昌迪加爾的 聖史提芬斯學校 练习射擊。随后，他在科羅拉多大學取得MBA學位。宾德拉还远赴德國學習射擊技术，据称他每天在昌迪加爾的農場學習射擊，长达12-14小時。

## 生涯
宾德拉的才華得到了启蒙教練迪希倫所賞識。他參加了2000年悉尼奧運，成為印度最年輕的奥运选手。宾德拉在資格賽中打出590環 (6组成绩分别为：98环,99环,98环,97环,100环)，排名11位，未能挤入前八而無緣決賽。 
2001年，宾德拉在數個國際比賽中贏得了六面獎牌。在曼徹斯特舉行的2002年英聯邦運動會的10米氣步槍比赛中，他贏得雙人賽金牌和個人賽銀牌。
在2004年雅典奥运会上，宾德拉在資格賽中打出597環，排名第三。位列打出599环奥运记录的中國射手朱啟南以及另一位打出598环的中国射手李杰之后。在決賽中，他只打出了97.6環，成为决赛场上唯一打出100環以下的射手，最终總成績從第三位跌之第七位。
在墨爾本舉行的2006年英聯邦運動會，宾德拉再次贏得雙人賽金牌和個人賽銅牌。他由于背傷而錯過了2006年多哈亞運會。
宾德拉在2006年世界射擊錦標賽中以699.1環折桂，并取得了北京奥运会的入場劵。
在北京奧運會上，宾德拉以总成绩700.5環贏得10米氣步槍金牌。他在資格賽中以596環的成绩并列第三，在決賽中打出104.5環，遠高於其他對手。決賽中，他首槍射得10.7環，随后每槍都高於10.0環。在最後一槍之前，他和芬蘭射手亨利·海基寧打平，齊排在首位。最後一槍，他射出10.8環，而海基寧只得到9.7環，順利奪得金牌。这是印度奥运史上第一枚个人项目的金牌，也是自1980年莫斯科奥运会印度男子曲棍球队夺取奥运金牌，时隔28年后的首枚金牌。
2010年，賓德拉在英聯邦運動會上收穫10米气步槍團體金牌和個人比賽銀牌。但在同年的廣州亞運會比賽中，賓德拉未能重現北京奧運會上的神奇，在資格賽便遭到淘汰，而他曾經戰勝的對手朱啟南則在該屆賽事中再次獲得冠軍。
2012年，賓德拉以衛冕冠軍身份參加倫敦奧運會10米气步槍賽事，但在資格賽中僅打出594環，位列第16名無緣決賽，沒能再次奪冠。

## 荣誉
- 2000年 - Arjuna奖（英语：Arjuna award）.[17]
- 2001年 - 拉吉夫·甘地体育运动荣誉奖（Rajiv Gandhi Khel Ratna  印度最高荣誉的体育奖项）。[18]

## 商业生涯
宾德拉还是一位商人，拥有美国科罗拉多大学MBA的他是 Abhinav Futuristics公司 的CEO，这家位于昌迪加尔的公司，以销售各种电脑游戏配件为主。